# Seznam dílů seriálu Narcos
Toto je seznam dílů seriálu Narcos. Americký dramatický televizní seriál Narcos byl zveřejněn na Netflixu.

## Přehled řad
| Řada | Díly | Premiéra na Netflixu | Premiéra v ČR (Prima Cool) | Premiéra v ČR (Prima Cool) |
| Řada | Díly | Premiéra na Netflixu | První díl                  | Poslední díl               |
| ---- | ---- | -------------------- | -------------------------- | -------------------------- |
| 1    | 10   | 28. srpna 2015       | 17. listopadu 2019         | 15. prosince 2019          |
| 2    | 10   | 2. září 2016         | 22. prosince 2019          | 23. února 2020             |
| 3    | 10   | 1. září 2017         | 1. března 2020             | 3. května 2020             |

## Seznam dílů

### První řada (2015)
| Č. v seriálu | Č. v řadě | Původní název               | Český název                                                         | Režie             | Scénář                                    | Premiéra na Netflixu | Premiéra v ČR (Prima Cool) |
| ------------ | --------- | --------------------------- | ------------------------------------------------------------------- | ----------------- | ----------------------------------------- | -------------------- | -------------------------- |
| 1            | 1         | Descenso                    | Descenso (Netflix) Pád (Prima Cool)                                 | José Padilha      | Chris Brancato, Carlo Bernard a Doug Miro | 28. srpna 2015       | 17. listopadu 2019         |
| 2            | 2         | The Sword of Simón Bolivar  | Meč Simóna Bolívara                                                 | José Padilha      | Chris Brancato                            | 28. srpna 2015       | 17. listopadu 2019         |
| 3            | 3         | The Men of Always           | Stále stejní lidé (Netflix) Elita (Prima Cool)                      | Guillermo Navarro | Dana Calvo                                | 28. srpna 2015       | 24. listopadu 2019         |
| 4            | 4         | The Palace in Flames        | Palác v plamenech                                                   | Guillermo Navarro | Chris Brancato                            | 28. srpna 2015       | 24. listopadu 2019         |
| 5            | 5         | There Will Be a Future      | Jednou přijde budoucnost (Netflix) Budoucnost přijde (Prima Cool)   | Andrés Baiz       | Dana Ledoux Miller                        | 28. srpna 2015       | 1. prosince 2019           |
| 6            | 6         | Explosivos                  | Explosivos (Netflix) Výbušniny (Prima Cool)                         | Andrés Baiz       | Andy Black                                | 28. srpna 2015       | 1. prosince 2019           |
| 7            | 7         | You Will Cry Tears of Blood | Budeš plakat krvavé slzy (Netflix) Potečou krvavé slzy (Prima Cool) | Fernando Coimbra  | Dana Calvo a Zach Calig                   | 28. srpna 2015       | 8. prosince 2019           |
| 8            | 8         | La Gran Mentira             | La Gran Mentira (Netflix) Jedna velká lež (Prima Cool)              | Fernando Coimbra  | Allison Abner                             | 28. srpna 2015       | 8. prosince 2019           |
| 9            | 9         | La Catedral                 | La Catedral                                                         | Andrés Baiz       | Nick Schenk a Chris Brancato              | 28. srpna 2015       | 15. prosince 2019          |
| 10           | 10        | Despegue                    | Despegue (Netflix) Vzlet (Prima Cool)                               | Andrés Baiz       | Nick Schenk a Chris Brancato              | 28. srpna 2015       | 15. prosince 2019          |

### Druhá řada (2016)
| Č. v seriálu | Č. v řadě | Původní název                   | Český název                                               | Režie           | Scénář                                                                                                | Premiéra na Netflixu | Premiéra v ČR (Prima Cool) |
| ------------ | --------- | ------------------------------- | --------------------------------------------------------- | --------------- | --- | -------------------- | -------------------------- |
| 11           | 1         | Free at Last                    | Konečně volný                                             | Gerardo Naranjo | Adam Fierro                                                                                           | 2. září 2016         | 22. prosince 2019          |
| 12           | 2         | Cambalache                      | Cambalache (Netflix) Výměna (Prima Cool)                  | Gerardo Naranjo | Zachary Reiter                                                                                        | 2. září 2016         | 29. prosince 2019          |
| 13           | 3         | Our Man in Madrid               | Náš člověk v Madridu (Netflix) Muž z Madridu (Prima Cool) | Andrés Baiz     | Zachary Reiter, Carlo Bernard a Doug Miro                                                             | 2. září 2016         | 5. ledna 2020              |
| 14           | 4         | The Good, the Bad, and the Dead | Hodný, zlý a mrtvý                                        | Andrés Baiz     | námět: T.J. Brady, Rasheed Newson a Steve Lightfoot scénář: Zachary Reiter, Carlo Bernard a Doug Miro | 2. září 2016         | 12. ledna 2020             |
| 15           | 5         | The Enemies of My Enemy         | Nepřátelé mého nepřítele                                  | Josef Wladyka   | námět: T.J. Brady a Rasheed Newson                                                                    | 2. září 2016         | 19. ledna 2020             |
| 16           | 6         | Los Pepes                       | Los Pepes                                                 | Josef Wladyka   | Julie Siege                                                                                           | 2. září 2016         | 26. ledna 2020             |
| 17           | 7         | Deutschland 93                  | Německo 93 (Netflix) Deutschland 93 (Prima Cool)          | Josef Wladyka   | Carlo Bernard a Doug Miro                                                                             | 2. září 2016         | 2. února 2020              |
| 18           | 8         | Exit El Patrón                  | Konec narkobarona (Netflix) Odchod ze scény (Prima Cool)  | Gerardo Naranjo | námět: Gideon Yago scénář: Gideon Yago a Curtis Gwinn                                                 | 2. září 2016         | 9. února 2020              |
| 19           | 9         | Nuestra Finca                   | Naše farma (Netflix) Náš statek (Prima Cool)              | Andrés Baiz     | Julie Siege a Clayton Trussell                                                                        | 2. září 2016         | 16. února 2020             |
| 20           | 10        | Al Fin Cayó!                    | Konečný pád (Netflix) Až do konce (Prima Cool)            | Andrés Baiz     | Carlo Bernard a Doug Miro                                                                             | 2. září 2016         | 23. února 2020             |

### Třetí řada (2017)
| Č. v seriálu | Č. v řadě | Původní název                    | Český název                                                                       | Režie            | Scénář                                  | Premiéra na Netflixu | Premiéra v ČR (Prima Cool) |
| ------------ | --------- | -------------------------------- | --------------------------------------------------------------------------------- | ---------------- | --------------------------------------- | -------------------- | -------------------------- |
| 21           | 1         | The Kingpin Strategy             | Bossí strategie (Netflix) Strategie krále (Prima Cool)                            | Andrés Baiz      | Carlo Bernard, Doug Miro a Eric Newman  | 1. září 2017         | 1. března 2020             |
| 22           | 2         | The Cali KGB                     | Cali KGB (Netflix) KGB z Cali (Prima Cool)                                        | Andrés Baiz      | Carlo Bernard, Doug Miro a Eric Newman  | 1. září 2017         | 8. března 2020             |
| 23           | 3         | Follow the Money                 | Sleduj tok peněz (Netflix) Jít za penězi (Prima Cool)                             | Gabriel Ripstein | David Matthews                          | 1. září 2017         | 15. března 2020            |
| 24           | 4         | Checkmate                        | Šach mat (Netflix) Šachmat (Prima Cool)                                           | Gabriel Ripstein | Andy Black                              | 1. září 2017         | 22. března 2020            |
| 25           | 5         | MRO                              | MRO (Netflix) Miguel (Prima Cool)                                                 | Josef Wladyka    | Ashley Lyle a Bart Nickerson            | 1. září 2017         | 29. března 2020            |
| 26           | 6         | Best Laid Plans                  | Nejlepší plány (Netflix) Nic podle plánu (Prima Cool)                             | Josef Wladyka    | Jason George                            | 1. září 2017         | 5. dubna 2020              |
| 27           | 7         | Sin Salida                       | Sin Salida (Netflix) Bez východiska (Prima Cool)                                  | Fernando Coimbra | Santa Sierra a Clayton Trussell         | 1. září 2017         | 12. dubna 2020             |
| 28           | 8         | Convivir                         | Convivir (Netflix) Program Convivir (Prima Cool)                                  | Fernando Coimbra | Andy Black                              | 1. září 2017         | 19. dubna 2020             |
| 29           | 9         | Todos Los Hombres del Presidente | Todos Los Hombres del Presidente (Netflix) Všichni prezidentovi muži (Prima Cool) | Andrés Baiz      | Jason George, Carlo Bernard a Doug Miro | 1. září 2017         | 26. dubna 2020             |
| 30           | 10        | Going Back to Cali               | Návrat do Cali                                                                    | Andrés Baiz      | Carlo Bernard a Doug Miro               | 1. září 2017         | 3. května 2020             |